# THQ Nordic
THQ Nordic GmbH (dříve Nordic Games GmbH) je rakouská společnost zabývající se distribucí videoher se sídlem ve Vídni. Byla založena v roce 2011 a je dceřinou firmou Embracer Group. Obě společnosti se původně jmenovaly Nordic Games, v srpnu však 2016 došlo k jejich přejmenování na THQ Nordic poté, co mateřská firma v roce 2014 získala ochrannou známku „THQ“.
Společnost vydává licencované hry od mediálních společností, jako jsou AEW, Nickelodeon, Lucasfilm, Comedy Central a Disney, a zároveň spravuje vlastní vývojářská studia a značky (IP), jmenovitě například franšízy Destroy All Humans!, Darksiders, Alone in the Dark, SpellForce a Gothic.